# Puck (Sport)
Ein Puck ist eine flache Hartgummischeibe, die als das Spielgerät bei Hockeysportarten dient. Pucks aus vulkanisiertem Gummi kommen beim Eishockey, Inlinehockey, Unterwasserhockey, Tischeishockey und Air-Hockey zum Einsatz. Der Name ist vom schottischen «poc» abgeleitet, was sich mit „Schlag“ oder „Stoss“ übersetzten lässt.

## Eishockey

### Spezifikation

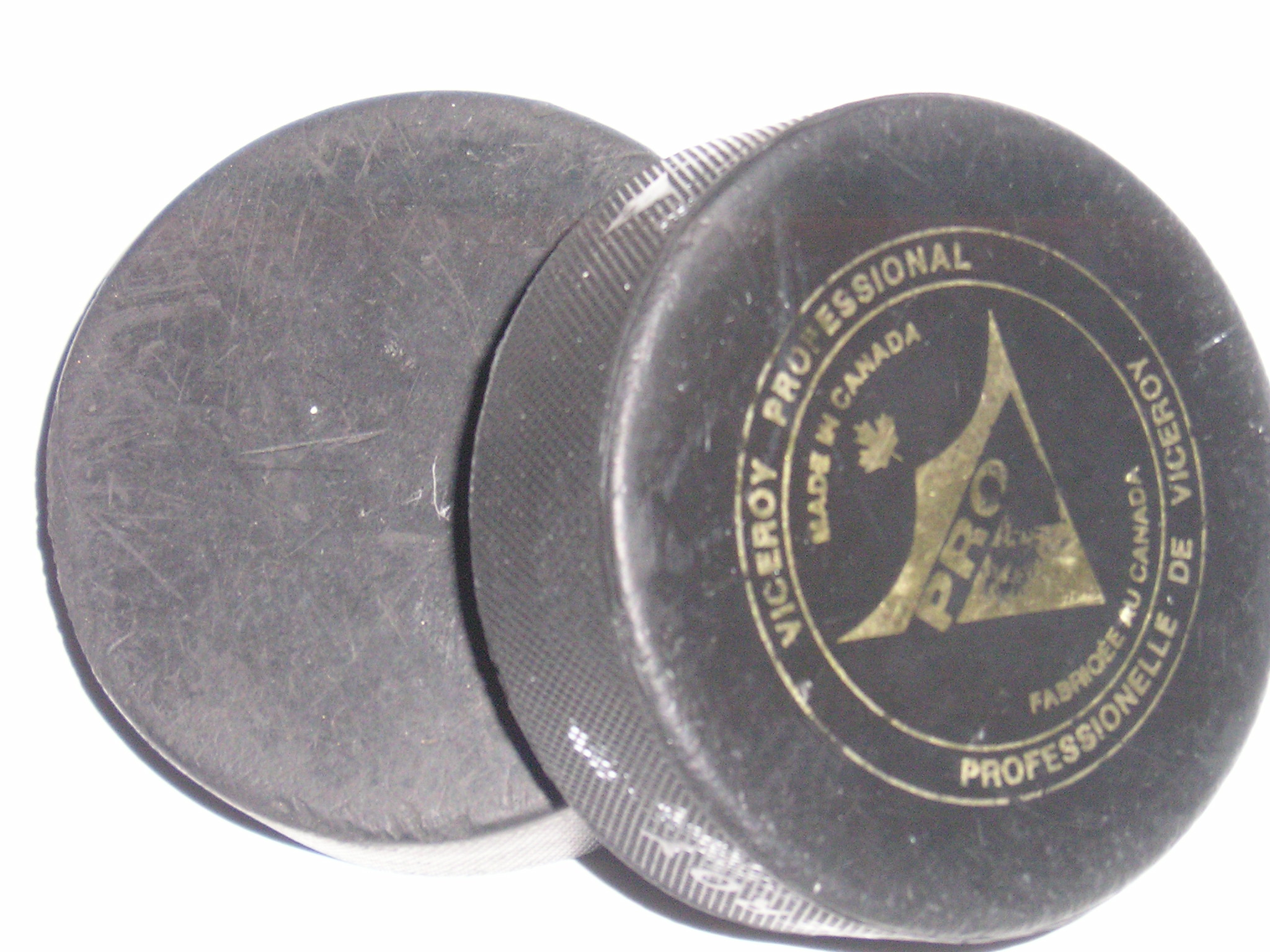
Standard-Pucks

Der Puck ist eine Hartgummischeibe, ist genau 1 Zoll (2,54 cm) hoch und hat einen Durchmesser von 3 Zoll (7,62 cm). Das Gewicht darf zwischen 5,5 und 6 Unzen (entspricht 156 bis 170 Gramm) variieren. Eishockeypucks werden vor Spielbeginn im Eis gekühlt, weil sie dadurch besser rutschen und weniger abspringen, was kontrolliertere Abschläge ermöglicht.
Erfunden wurde der Puck 1877 von William Fleet Robertson, indem er die bis dahin verwendeten Gummibälle einfach beschnitt, so dass nur noch eine Scheibe übrigblieb.
Die Mitteldeutsche Gummiwarenfabrik Louis Peter AG in Frankfurt-Sachsenhausen produzierte in den frühen 1920er Jahren Eishockey-Pucks und Eishockey-Bälle (es wurde auch mit Bällen gespielt).
Da die Pucks bei Schlagschüssen Geschwindigkeiten von 170 km/h erreichen können, kommt es teilweise zu schweren Verletzungen. Seit der Einführung der Helmpflicht für die Spieler sind diese zwar bei den Spielern recht selten geworden; es kam jedoch auch schon vor, dass Pucks das Spielfeld verlassen haben und Zuschauer trafen, die sich nicht mehr rechtzeitig schützen konnten. So kam es am 18. März 2002 in Columbus (USA) zum Tod eines 13-jährigen Mädchens, das bei einem Spiel der Columbus Blue Jackets im Zuschauerrang von einem Puck aus Hartgummi am Kopf getroffen wurde (siehe auch Todesfall Brittanie Cecil). In den USA müssen Eishockeyfelder seitdem mit umlaufenden Nylonnetzen gesichert sein.
Das Maskottchen der Eishockey-Weltmeisterschaft 1993 hatte den Namen „Puck“, ebenso eine Serie von Holzschnitten von Georg Baselitz zur selben Veranstaltung.

### Pucks als Sammelgegenstand

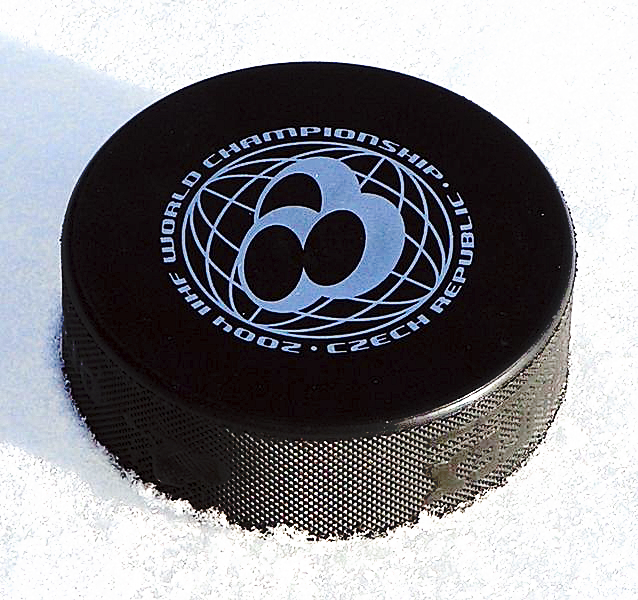
Offizieller Spielpuck der WM 2004

Sammler unterscheiden zwischen offiziellen Spielpucks (den „Official Game Pucks“) und Souvenirpucks. Beide sind normale Eishockeypucks und unterscheiden sich nur durch einen Aufdruck. Spielpucks werden durch die jeweilige Liga bzw. die IIHF (International Ice Hockey Federation) zum Spielbetrieb freigegeben und sind in der Regel mit unverwechselbaren Aufdrucken versehen. Häufig entscheidet der Aufdruck auf der Rückseite über Spiel- oder Souvenirpuck. Dort findet man oft den Aufdruck „Official Game Puck“ und das jeweilige Logo der Liga bzw. der IIHF. In Nordamerika ist das die Regel, in Europa zum Leidwesen der Pucksammler noch nicht. Oftmals kommen hier gewöhnliche schwarze Pucks ohne Aufdrucke zum Einsatz und sind für Sammler uninteressant. Ein weiteres unverwechselbares Indiz für den Unterschied zwischen Souvenir- und Spielpuck ist das Herstellungsland der Scheibe. In der NHL werden ausschließlich Pucks aus Kanada als Spielpucks benutzt. Nachdrucke auf osteuropäischen Pucks sind dort nicht in Verwendung.
Offizielle Spielpucks von Weltmeisterschaften und Olympischen Spielen erfreuen sich unter Sammlern großer Beliebtheit und sind in der Regel nicht käuflich zu erwerben. Somit sind sie entsprechend selten, da in geringerer Stückzahl produziert, und erzielen bei Auktionen hohe Preise. Die Firma GUFEX aus Tschechien ist momentan offizieller und lizenzierter Zulieferer aller Turniere die unter der Aufsicht der IIHF laufen.
Seit den Olympischen Spielen 2010 werden die Spielpucks von InGlasCo/Sherwood produziert. Die Scheiben kommen aus Kanada, was auf der Seite auch zu lesen ist. Für die Olympischen Spiele 2014 wurden die Spielpucks ebenfalls von Sherwood produziert, haben jedoch keine Vermerke auf der Seite. Vorsicht ist für Sammler geboten, da auch Pucks im Umlauf sind, die auf Gufex bzw. Rubena Scheiben gedruckt wurden. Die Rubena Pucks sind zur Präsentation der Spielpucks verwendet worden, bei den Gufex Pucks handelt es sich um einfache Nachdrucke ohne größeren Wert.
Auch der Puck, der das 13-jährige Mädchen 2002 in den USA tödlich verletzte (siehe Spezifikation), wurde bei einer Auktion von einem Unbekannten für 1.000 $ erworben und stellte somit den Rekord für den höchsten, je erreichten Preis für einen Hockeypuck auf.
Spielpucks der nordamerikanischen Ligen sind häufig hingegen auch käuflich zu erwerben. Aktuelle Modelle sind somit nicht unbedingt als selten zu bezeichnen. Anders sieht es bei Pucks aus früheren Jahrzehnten aus, diese können Spitzenpreise erzielen und sind in sehr gutem Zustand auch nicht so oft zu bekommen. Souvenirpucks werden in der Regel in großen Stückzahlen und verschiedensten Variationen produziert. Damit haben sie nicht die Exklusivität wie die offiziellen Spielpucks und erfreuen sich bei Sammlern zwar auch einer gewissen Beliebtheit, sind aber bei weitem nicht so begehrt wie die Spielpucks.

### Leuchtpuck
1986 entwickelte Eberhard von der Mark aus Hückeswagen bei Radevormwald den sogenannten Leuchtpuck (Pulsar-Puck mit Leuchtdioden), der beim Schlag mehrere Sekunden lang ein blinkendes rotes Lichtsignal abgibt. Der Leuchtpuck war in Europa patentiert unter der Nummer EP0273944 (USA: 4,968,036; Kanada: 1305734).

## Inlinehockey

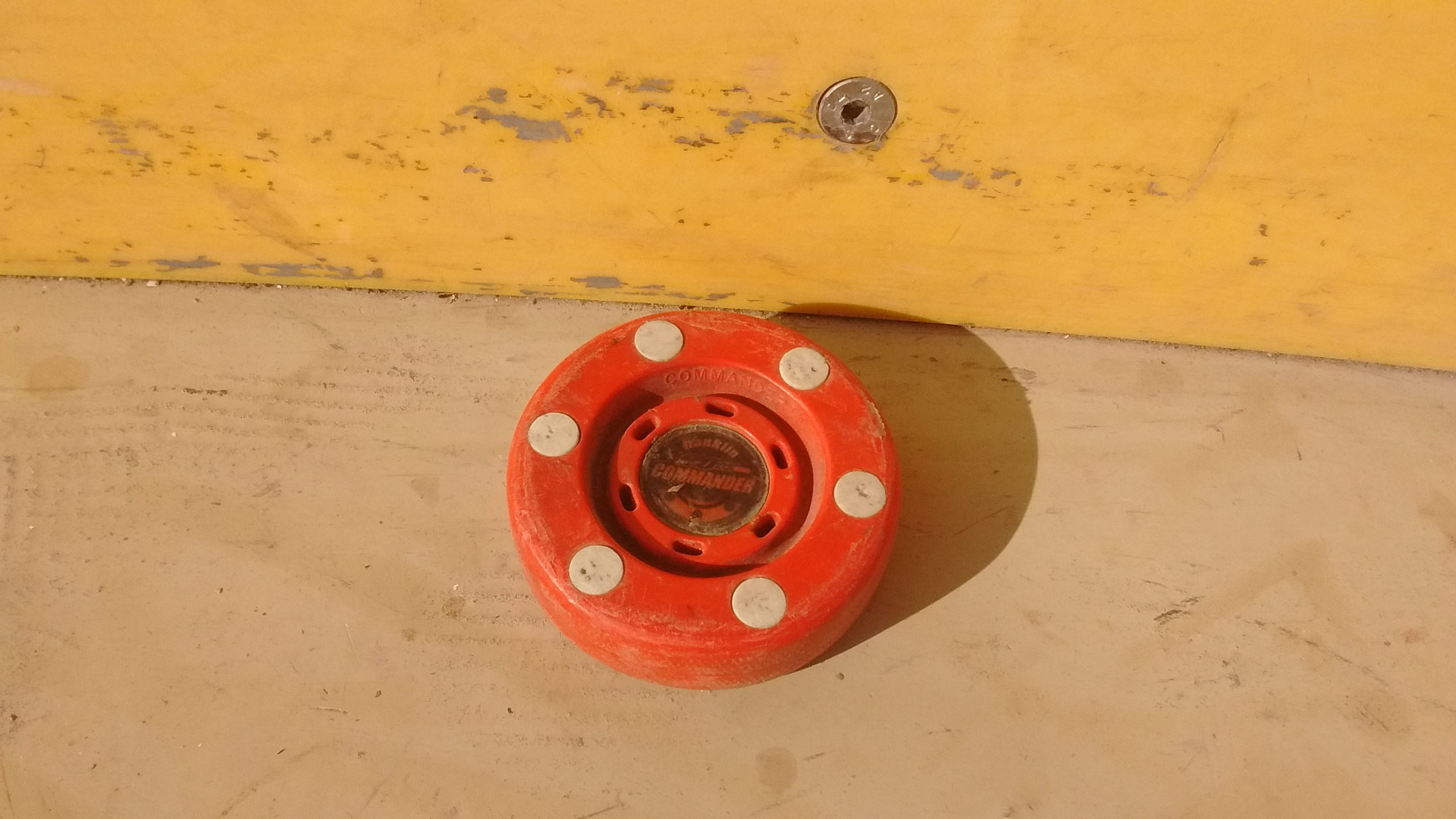
Inline-Hockey Puck

Der Puck gleicht dem Eishockeypuck, ist aber zur Reibungsreduzierung auf festen Untergründen beidseitig mit 6 Gleitnocken versehen, die mit der Zeit abschleifen. Wenngleich dieser in verschiedenen Farben erhältlich ist, haben sich in den europäischen Ligen rote Pucks durchgesetzt. Das Gewicht beträgt ca. 100–120 Gramm.